# Arma termobárica

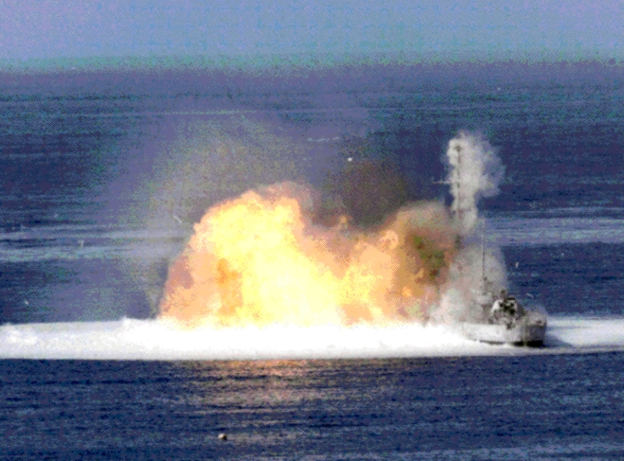
Explosão de ar-combustível da Marinha dos EUA usado contra um navio desativado, USS McNulty, 1972.

A arma termobárica é um tipo de explosivo que utiliza oxigênio do ar circundante para gerar uma intensa explosão de alta temperatura, e na prática a onda de explosão tipicamente produzida por uma tal arma é de uma duração significativamente mais longa do que a produzida por um explosivo condensado convencional. A bomba de ar e combustível é um dos tipos mais conhecidos de armas termobáricas.
A maioria dos explosivos convencionais consiste de uma pré-mistura oxidante (pólvora, por exemplo, contém 25% de combustível e 75% de oxidante), enquanto as armas termobáricas são quase 100% de combustível, portanto as armas termobáricas são significativamente mais energéticas do que as convencionais de igual peso. Sua dependência do oxigênio atmosférico torna-os inadequados para uso subaquático, em alta altitude e em condições climáticas adversas. Elas são, entretanto, consideravelmente mais destrutivas quando usadas contra fortificações de campo, como trincheiras, túneis, bunkers e cavernas - em parte devido à onda sustentada de explosão e em parte consumindo o oxigênio dentro disponível. As armas termobáricas têm a onda sustentada de explosão mais longa e a força mais destrutiva que qualquer explosivo não nuclear.
Existem muitos tipos diferentes de armas termobáricas que podem ser montadas em lançadores de mão.

## Terminologia
O termo termobárica é derivado das palavras gregas para "calor" e "pressão": thermobarikos (θερμοβαρικός), de thermos (θερμός), calor + baros (βάρος), peso, pressão + sufixo -ikos (-ικός), sufixo -ic.
Outros termos usados para esta família de armas são as armas termobáricas de alto impulso (HITs; em inglês), armas de calor e pressão, bombas de vácuo ou explosivos de ar combustível (FAE ou FAX).

## Mecanismo
Em contraste com um explosivo condensado em que a oxidação numa região confinada produz uma frente de explosão que emana de uma única fonte, uma frente de chama termobárica acelera até um grande volume, que produz frentes de pressão tanto dentro da mistura de combustível como de oxidante e depois no ar ambiente circundante.
Explosivos termobáricos aplicam os princípios subjacentes às explosões de nuvens de vapor não confinadas acidentais, que incluem as de dispersões de poeiras e gotículas inflamáveis. Anteriormente, tais explosões eram mais frequentemente encontradas em moinhos de farinha e seus recipientes de armazenamento, e mais tarde em minas de carvão; Mas, agora, mais comumente em petroleiros parcialmente ou totalmente vazios e tanques de refinaria e embarcações, incluindo incidente em Buncefield no Reino Unido em 2005 onde a onda de explosão acordou pessoas a 150 km do seu centro.
Uma típica arma consiste em um recipiente embalado com uma substância de combustível, no centro do qual é uma pequena "carga de dispersão" convencional-explosiva. Os combustíveis são escolhidos com base na exotermicidade da sua oxidação, variando de metais em pó, tais como alumínio ou magnésio, a materiais orgânicos, possivelmente com um oxidante parcial auto-contido. O desenvolvimento mais recente envolve o uso de nano combustíveis.
O rendimento efetivo de uma bomba termobárica requer a combinação mais apropriada de uma série de factores; entre eles estão o quão bem o combustível é disperso, quão rapidamente ele se mistura com a atmosfera circundante, e a iniciação do ignitor e sua posição em relação ao recipiente de combustível. Em alguns projetos, os casos de munições fortes permitem que a pressão de explosão seja contida tempo suficiente para que o combustível seja aquecido bem acima de sua temperatura de auto-ignição, de modo que uma vez que o recipiente explode, o combustível superaquecido se acenda automaticamente à medida que ele avança em contato com oxigênio atmosférico. Os limites superior e inferior convencionais de inflamabilidade aplicam-se a essas armas. Lacrada, explosão da carga de dispersão, compressão e aquecimento da atmosfera circundante, terá alguma influência sobre o limite inferior. O limite superior foi demonstrado fortemente para influenciar a ignição de nevoeiros acima de piscinas de óleo. Esta fraqueza pode ser eliminada por desenhos onde o combustível é pré-aquecido bem acima da sua temperatura de ignição, de modo que o seu arrefecimento durante a sua dispersão ainda resulta num atraso de ignição mínimo na mistura. A combustão contínua da camada externa de moléculas de combustível à medida que entram em contato com o ar, gera calor adicional que mantém a temperatura do interior da bola de fogo, e assim sustenta a detonação.
No confinamento, uma série de ondas de choque reflexivas são geradas, que mantêm a bola de fogo e podem prolongar a sua duração entre 10 e 50 ms uma vez que ocorrem reações de recombinação exotérmica. Outros danos podem resultar como os gases esfriam e pressão cai drasticamente, levando a um vácuo parcial. Esse efeito de rarefação deu origem à chamada "bomba de vácuo". Acredita-se também que a pós-combustão do tipo pistão ocorre em tais estruturas, à medida que as frentes de chamas se aceleram através dela.

### Explosivo de ar combustível
Um dispositivo Explosivo de Ar Combustível (FAE; em inglês) consiste em um recipiente de combustível e duas cargas explosivas separadas. Depois que a munição é derrubada ou disparada, a primeira carga explosiva rompe o recipiente a uma altura predeterminada e dispersa o combustível numa nuvem que se mistura com o oxigênio atmosférico (o tamanho da nuvem varia com o tamanho da munição). A nuvem de combustível flui em torno de objetos e em estruturas. A segunda carga então detona a nuvem, criando uma onda de explosão maciça. A onda de explosão destrói edifícios e equipamentos reforçados e mata e prejudica as pessoas. O efeito antipessoal da onda de sopro é mais grave em trincheiras e túneis, e em espaços fechados, como bunkers e cavernas.
Explosivos de ar combustível foram desenvolvidos pela primeira vez, e usado no Vietnã, pelos Estados Unidos. Os cientistas soviéticos, no entanto, rapidamente desenvolveram suas próprias armas FAE, que foram supostamente usadas contra a China no conflito fronteiriço sino-soviético e no Afeganistão. Desde então, a pesquisa e o desenvolvimento continuaram e atualmente as forças russas lançam uma grande variedade de ogivas da FAE de terceira geração.

#### Efeito
Um relatório da Human Rights Watch de 1 de Fevereiro de 2000 cita um estudo feito pela Agência de Inteligência de Defesa dos EUA:
O mecanismo de morte [explosão] contra alvos vivos é único e desagradável.... O que mata é a onda de pressão, e mais importante, a subsequente rarefação [vácuo], que rompe os pulmões.... Se o combustível deflagra, mas não detonar, as vítimas serão gravemente queimadas e provavelmente também inalar o combustível em chamas. Uma vez que os combustíveis FAE mais comuns, óxido de etileno e oxido de propileno, são altamente tóxicos, FAE não testado deve provar ser letal para o pessoal capturado dentro da nuvem como a maioria dos agentes químicos.
De acordo com um estudo da Agência Central de Inteligência dos EUA, "O efeito de uma explosão do FAE dentro de espaços confinados é imenso. Aqueles perto do ponto de ignição são obliterados. Aqueles na franja são susceptíveis de sofrer muitas lesões internas, e assim invisíveis, incluindo tímpanos estourados e orelha, órgãos triturados, concussões graves, ruptura nos pulmões e órgãos internos e, possivelmente, cegueira." Outro documento da Agência de Inteligência da Defesa especula que "as ondas de choque e pressão causam danos mínimos ao tecido cerebral... é possível que as vítimas de FAEs não sejam deixadas inconscientes pela explosão, mas sim sofram por vários segundos ou minutos enquanto sufocam".

## Histórico de desenvolvimento

### Desenvolvimentos soviéticos e russos

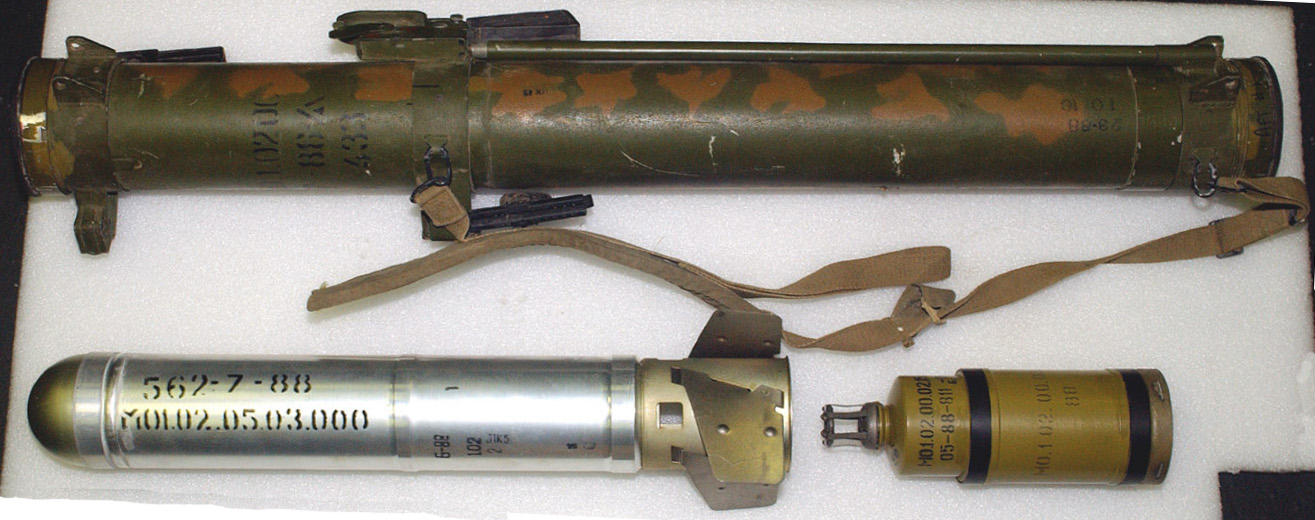
Um Foguete e lançador RPO-A Shmel (Bumblebee)

As armas termobáricas foram desenvolvidas na década de 60 na União Soviética e nos EUA. Entretanto, as primeiras tentativas haviam sido feitas previamente durante a Segunda Guerra Mundial pela Luftwaffe, sendo seu inventor sendo Mario Zippermayr.
As forças armadas soviéticos desenvolveram extensivamente armas FAE, como o RPO-A, que foi usada nas guerras da Chechênia por ambos os lados do conflito.
As Forças Armadas Russas desenvolveram variantes de munição termobárica para várias de suas armas, como a granada termobárica TBG-7V com um raio de letalidade de 10 metros (33 pés), que pode ser lançada a partir de um RPG-7. O GM-94 é um lançador de granadas de 43 mm (1,69 in) de bomba-ação projetada principalmente para disparar granadas termobáricas para combate em quarteirões. A granada pesava 250 gramas (8,8 oz) e continha 160 gramas (5,6 oz) de explosivo, seu raio de letalidade é de 3 metros; No entanto, devido ao design deliberado "livre de fragmentação" da granada, 4 metros (13 pés) já é considerado uma distância segura. O RPO-A e a atualização RPO-M são RPGs de infantaria portáteis projetados para disparar foguetes termobáricos. O RPO-M, por exemplo, tem uma ogiva termobárica com uma equivalência TNT de 5,5 kg (12,12 lb) e capacidades destrutivas semelhantes a uma concha de artilharia explosiva de fragmentação explosiva de 152 mm (10 in). O RShG-1 e RShG-2 são variantes termobáricas do RPG-27 e RPG-26 respectivamente. O RShG-1 é a variante mais poderosa, com sua ogiva tendo 10 metros (33 ft) de raio de letalidade e produzindo aproximadamente o mesmo efeito que 6 kg (13 lb) de TNT. O RMG é um derivado adicional do RPG-26 que usa uma ogiva de carga tandem, em que a ogiva de HEAT do precursor explode uma abertura para a carga térmica principal entrar e detonar dentro. A ogiva HEAT do precursor da RMG pode penetrar 300 mm de concreto armado ou mais de 100 mm de armadura homogênea laminada, permitindo que a ogiva termobarica de 105 mm (4,13 in) de detonar dentro.
Os outros exemplos incluem as variantes termobáricas SACLOS ou de ondas milimétricas guiadas por radar do 9M123 Khrizantema, a variante de ogiva termobárica 9M133F-1 do Kornet 9M133 e a variante de ogiva termobárica 9M131F do 9K115-2 Metis-M, todos eles Anti-tanque. Desde então, o Kornet foi modernizado para o Kornet-EM, e sua variante termobárica tem um alcance máximo de 10 km (10 mi) e tem uma equivalência TNT de 7 kg (0 lb). A 300 mm (11,8 pol) foguete de ogivas de raça termobárica 9M55S foi construído para ser disparado a partir do BM-30 Smerch. Um transportador dedicado de armas termobáricas é o TOS-1, um MLRS de 24 tubos projetado para disparar foguetes termobáricos de 220 mm (8,66 in). Uma salva completa do TOS-1 cobrirá um retângulo 200 (Erro de formatação: entrada inválida ao arredondar). O míssil balístico de teatro Iskander-M também pode transportar uma ogiva termobárica de 700 kg (0 lb).
O FOAB da Força Aérea Russa é o maior dispositivo termobárico que já foi detonado.
Muitas munições da Força Aérea Russa também possuem variantes termobáricas. O foguete S-8 de 80 mm (3,1 pol.) Possui as variantes termobaricas S-8DM e S-8DF. O irmão S-8 de 122 mm (4,8 pol.), O S-13, tem as variantes termobaricas S-13D e S-13DF. A ogiva do S-13DF pesa apenas 32 kg (71 lb), mas sua potência é equivalente a 40 kg (88 lb) de TNT. A variante KAB-500-OD da KAB-500KR possui uma ogiva termobarica de 250 kg (550 lb). As bombas não orientadas ODAB-500PM e ODAB-500PMV carregam um explosivo de 190 kg (420 lb) de combustível-ar cada. A bomba KAB-1500S GLONASS/GPS guiada 1.500 kg (3.300 lb) também tem uma variante termobárica. Sua bola de fogo irá cobrir um raio de 150 m (490 pés) e sua zona letal é um raio de 500 m (1.600 pés). O 9M120 Ataka-V e o 9K114 Shturm ATGMs ambos têm variantes termobáricas.
Em setembro de 2007, a Rússia explodiu a maior arma termobárica já feita. Seu rendimento era supostamente maior do que o menor rendimento variável de armas nucleares em suas configurações mais baixas. A Rússia nomeou esta artilharia em particular o "Pai de Todas as Bombas" em resposta aos Estados Unidos desenvolveu a Massive Ordnance Air Blast (MOAB) cujo backrônimo é a "Mãe de Todas as Bombas", e que anteriormente detinha o título do mais poderoso não nuclear na história. A bomba russa contém uma carga aproximada de 7 toneladas de um combustível líquido, como o óxido de etileno pressurizado, misturado com uma nanopartícula energética, como o alumínio, que envolve uma explosão de alta explosão que quando detonada criou uma explosão equivalente a 44 t (49 toneladas) de TNT.

### Desenvolvimentos nos EUA

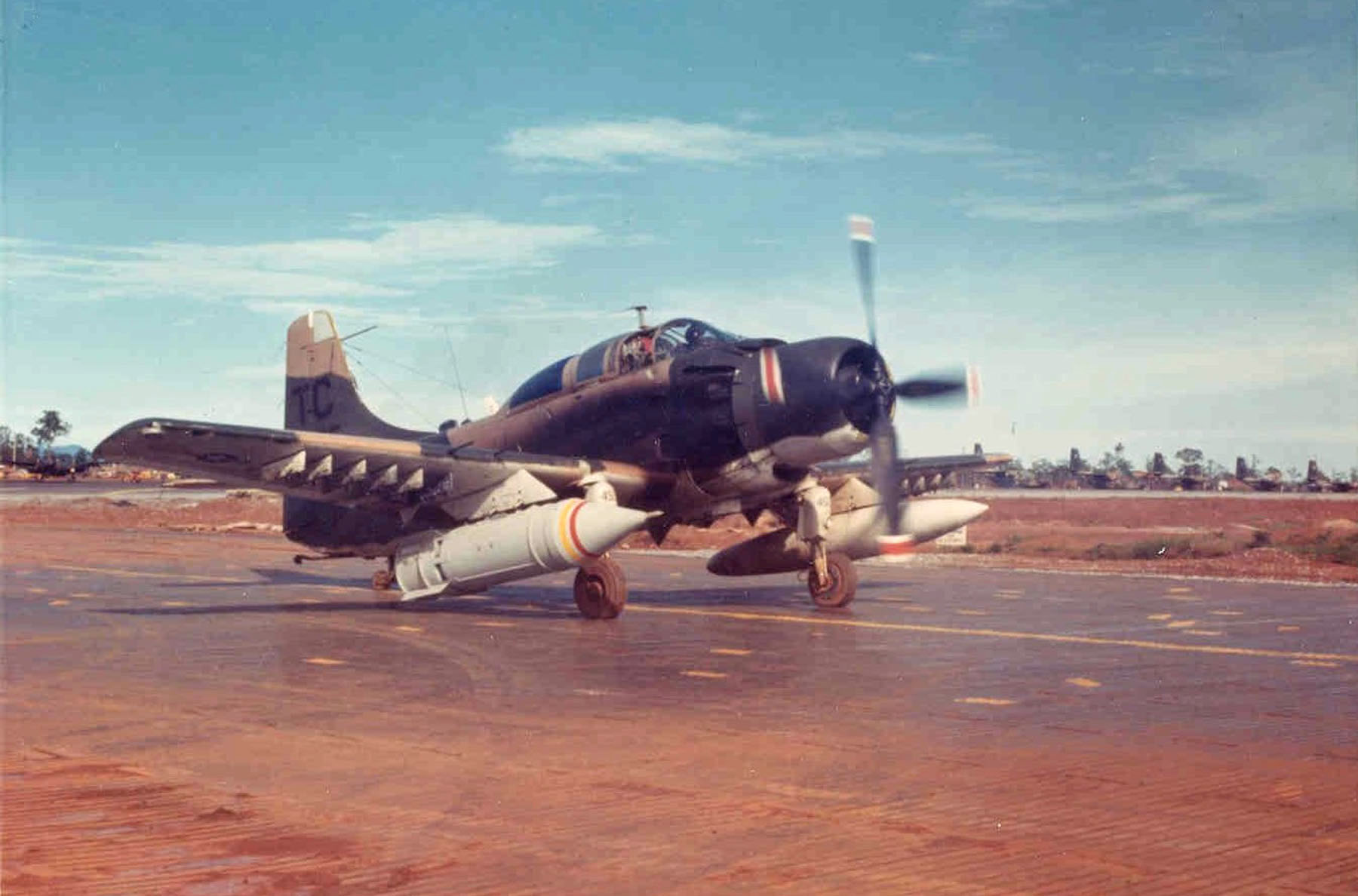
Uma bomba BLU-72/B em um USAF A-1E decolando de Nakhon Phanom, em setembro de 1968

As atuais munições FAE dos EUA incluem:
- BLU-73 FAE I
- BLU-95 500-lb (FAE-II)
- BLU-96 2,000-lb (FAE-II)
- CBU-55 FAE I
- CBU-72 FAE I

A granada 40 mm do XM1060 é um dispositivo de armas pequenas termobárica, que foi entregue às forças americanas em abril de 2003. Desde a Invasão do Iraque em 2003, o Corpo de Fuzileiros Navais dos Estados Unidos introduziu uma rodada termobárica "Novel Explosive" (SMAW-NE) para o lançador de foguetes Mk 153 SMAW. Uma equipe de fuzileiros navais relatou que eles haviam destruído um prédio grande de um andar de alvenaria com uma disparo a 91 metros.
O AGM-114N Hellfire II, usado pela primeira vez pelas forças americanas em 2003 no Iraque, usa uma ogiva de carga aumentada de metal (MAC) que contém um preenchimento explosivo termobárico usando pó de alumínio revestido ou misturado com PTFE em camadas entre o invólucro de carga e uma mistura explosiva PBXN-112. Quando o PBXN-112 detona, a mistura de alumínio é dispersa e queima rapidamente. A pressão alta sustentada resultante é extremamente eficaz contra pessoas e estruturas.

### BEAC Projeto espanhol de bomba termobárica
Em 1983, foi lançado um programa de investigação militar com a colaboração do Ministério da Defesa da Espanha (DGAM), Explales Alaveses (EXPAL) e Explosivos Rio Tinto (ERT) com o objectivo de desenvolver uma versão espanhola da bomba termobárica, a BEAC (Bomba Explosiva de Aire-Combustível). Um protótipo foi testado com êxito em um local estrangeiro por questões de segurança e confidencialidade. A Força Aérea Espanhola tem um número indeterminado de BEACs em seu inventário.

## Histórico

### Uso militar

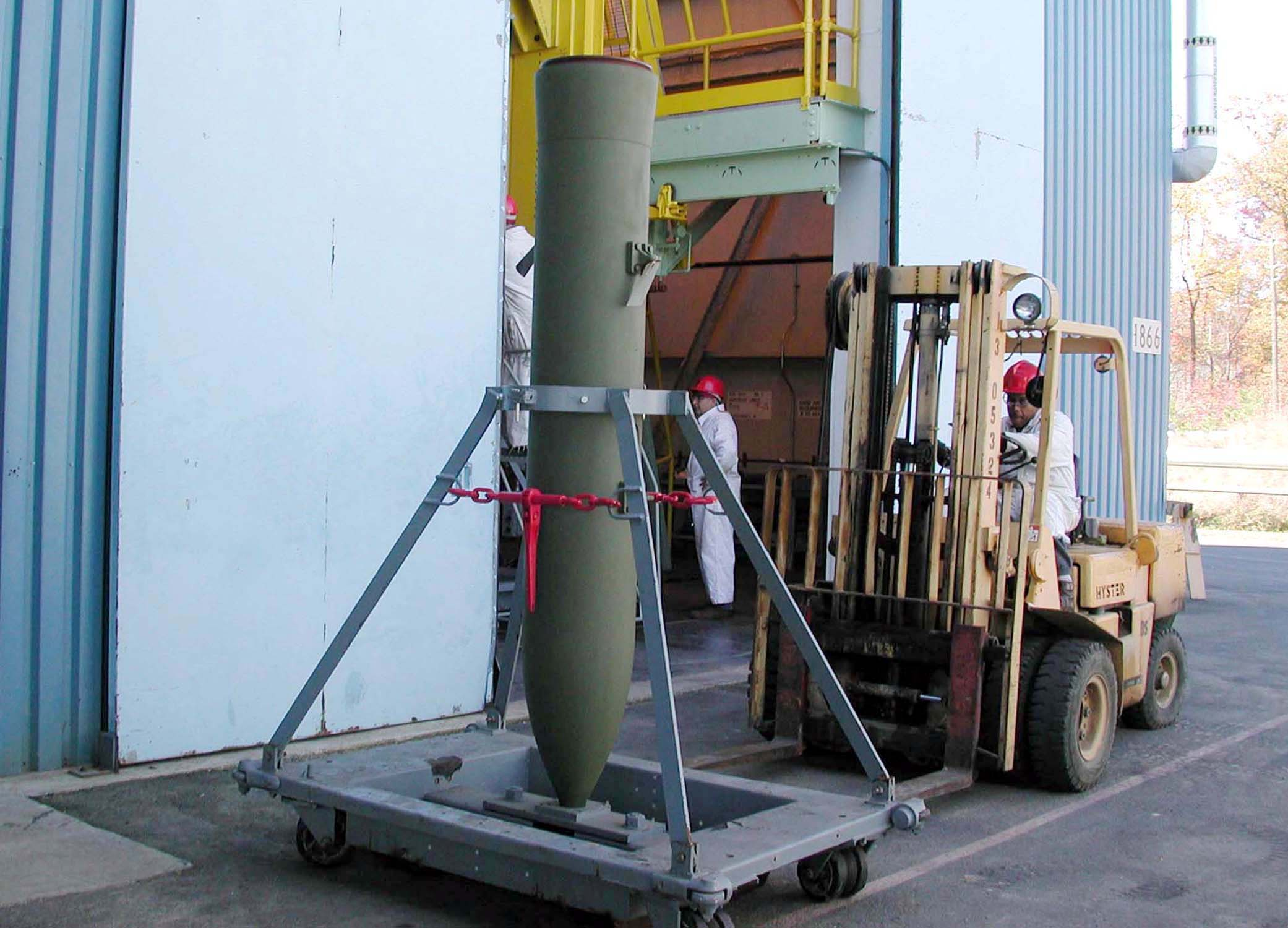
US Navy BLU-118B está sendo preparado para ser despachado para uso no Afeganistão, 5 de março de 2002

O sistema TOS-1 foi testado no vale Panjshir durante a guerra soviética no Afeganistão no início dos anos 80.
Relatos não confirmados sugerem que as forças militares russas usaram armas termobaricas entregues no solo durante a tomada de poder do parlamento russo durante a crise constitucional russa de 1993 e também durante a batalha de Grozny (1999-2000) (primeira e segunda guerras chechenas) para atacar escavado em lutadores chechenos. O uso de ambos TOS-1 pesado MLRS e "RPO-A Shmel" foguetes disparados sistema nas guerras chechenas é relatado para ter ocorrido.
Teoriza-se que uma multidão de armas portáteis termobáricas foram usada pelas Forças Armadas Russas em seus esforços para recuperar o prédio escolar durante a crise de 2004 reféns da escola de Beslan. O RPO-A e o foguete termobárico TGB-7V do RPG-7 ou foguetes do RShG-1 ou do o RShG-2 é reivindicada para ter sido usada pelo Spetsnaz durante o ataque inicial na escola. Pelo menos três e até nove RPO-A invólucros foram encontrados mais tarde nas posições do Spetsnaz. O governo russo mais tarde admitiu o uso do RPO-A durante a crise.
De acordo com o Ministério da Defesa do Reino Unido, Forças Armadas Britânicas também usaram armas termobáricas em seus mísseis AGM-114N Hellfire (carregados pelos helicópteros Apache e UAV) contra o Talibã na Guerra no Afeganistão.
Os militares dos EUA também usaram armas termobáricas no Afeganistão. Em 3 de março de 2002, o exército dos Estados Unidos usou uma bomba termobárica guiada por laser de 2.000 libras (910 Kg), contra os complexos de cavernas em que os combatentes da Al-Qaeda e do Talibã se refugiaram na região de Gardez no Afeganistão. O SMAW-NE foi usado pelo Marinha dos Estados Unidos durante a Primeira e Segunda Batalha de Faluja.
Relatórios dos combatentes rebeldes do Exército Sírio Livre afirmam que a Força Aérea Síria usou tais armas contra alvos da área residencial ocupados pelos rebeldes, como por exemplo na Batalha de Alepo e também na Kafar Batna. Um Painel de Investigadores de Direitos Humanos das Nações Unidas informou que o governo sírio usou bombas termobáricas contra a cidade rebelde de Qusayr em março de 2013.

### Uso terrorista
Termobáricas e explosivos ar combustível têm sido usados na guerra de guerrilha desde o bombardeio de quartéis de Beirute em 1983 no Líbano, que usou um mecanismo explosivo a gás, provavelmente propano, butano ou acetileno. O explosivo usado pelos bombardeiros no bombardeio do World Trade Center de 1993 nos EUA incorporou o princípio FAE, usando três tanques de gás hidrogênio engarrafado para aumentar a explosão. Jemaah Islamiyah bombardeiros utilizaram uma carga de combustível sólido dispersa em choque, baseado no princípio termobárico, para atacar a boate Sari nos bombardeios de Bali em 2002.

## Ver Também
Projeto Trocano